# Franco Moretti
Franco Moretti (* 1950 in Sondrio) ist ein italienischer Literaturwissenschaftler. 

## Leben
Franco Moretti wurde 1950 in Sondrio geboren und wurde  1972 mit einer Arbeit über die englischen Intellektuellen der 1930er Jahre an der Universität Rom promoviert. Er forschte an den Universitäten von Pescara und Rom (1972–1979) und war einer der Herausgeber der Zeitschriften calibano und Leviatano; später lehrte er Englische und Vergleichende Literatur an den Universitäten von Salerno (1979–83), Verona (1983–90), Columbia (1990–2000) und Stanford (2000–2016), wo er das Zentrum zur Erforschung des Romans und das Stanford Literary Lab gründete. Im Laufe der Zeit war er auch Gastprofessor an mehreren Universitäten in Europa und den USA, zweimal ein „Fellow“ des Wissenschaftskollegs zu Berlin (1999/2000, 2012/2013), Berater des französischen Ministeriums für Jugend und Bildung, und Mitglied des „Digital Humanities Institute“ der École Polytechnique Fédérale de Lausanne (2016–2019). Er unterrichtete die Gauß-Seminare in Princeton, hielt die Beckman-Vorlesungen in Berkeley und die Carpenter-Vorlesungen an der Universität von Chicago. Das Werk dieses „großen Bilderstürmers der Literaturkritik“, wie The Guardian ihn einst nannte, wurde in 30 Sprachen übersetzt und war Gegenstand zweier Aufsatzsammlungen: Reading Graphs, Maps, Trees. Critical Reactions to Franco Moretti (2011) und Lire de près, de loin (2014). Die in dem Buch Distant Reading gesammelten Aufsätze wurden 2014 mit dem Preis „National Book Critics Circle“ ausgezeichnet, und Andreas Bernard lobte in seiner Rezension Morettis Buch als "das interessanteste literaturtheoretische Buch, das seit vielen Jahren erschienen ist".
2017 wurde Moretti von einer Frau in einem Facebook-Post der Vorwurf gemacht, sie 1985 sexuell angegriffen zu haben. Er bestritt die Anschuldigung und erklärte, die Beziehung sei völlig einvernehmlich gewesen. Wenig später behaupteten zwei Frauen, von Moretti in den 1990er-Jahren belästigt worden zu sein; beide Anschuldigungen wurden von Moretti bestritten. Gegen ihn wurde nie ein förmliches Verfahren eröffnet. Ein Stanford-Sprecher erklärte, dass die Universität den Fall prüfe und „feststelle, ob es irgendwelche Maßnahmen für Stanford zu unternehmen gebe.“ Solche Maßnahmen wurden jedoch nie ergriffen.
Moretti ist derzeit Emeritus Professor an der Stanford University, war „Permanent Fellow“ am Wissenschaftskolleg zu Berlin (bis 2023) und Mitglied des wissenschaftlichen Beirats des „Institute for World Literature“ an der Harvard University. Er schreibt regelmäßig Beiträge für die New Left Review und hält weiterhin Vorträge und Kurse in verschiedenen Ländern. Sein neuestes Buch – Far Country. Scenes from American Culture, das 2019 gleichzeitig in Italien und den USA veröffentlicht wurde und 2020 in Deutschland als Ein fernes Land erschienen ist – wird von einer langen Reflexion über seinen ersten und letzten Universitätskurs (1979–2016) eingerahmt und ist zugleich eine Analyse der amerikanischen Popkultur.
Der Filmregisseur Nanni Moretti ist sein Bruder. Mit diesem drehte er 1973 zwei Kurzfilme Pâté de bourgeois und La sconfitta sowie 1976 den Spielfilm Io sono un autarchico. Sein Vater ist der Althistoriker Luigi Moretti.

## Wissenschaftliche Arbeit

### Die große bürgerliche Tradition
Ein zentraler Forschungsschwerpunkt Morettis ist die Analyse der bürgerlichen Kultur, zu der er 1987 mit The Way of the World erstmals veröffentlichte. Das Buch präsentiert den Europäischen Bildungsroman als die symbolische Form, die es dem Lesepublikum des 19. Jahrhunderts ermöglichte, die politischen Revolutionen und wirtschaftlichen Umwälzungen der Epoche zu verstehen und zu bewältigen. In Modern Epic (1996) erweitert er das Panorama um Faust und Moby-Dick, Wagners Ring, Joyce’ Ulysses und die Meisterwerke des lateinamerikanischen magischen Realismus. Zwanzig Jahre später hat The Bourgeois (2013; auf Deutsch 2016 als Der Bourgeois) diese Trilogie moderner Existenz mit einer detaillierten Analyse bürgerlicher Schlüsselwörter („nützlich“, „Komfort“, „Effizienz“, „ernst“ usw.) und der Metamorphosen der „prosaischen“ Kultur von Defoe zu Ibsen und Max Weber vervollständigt.

### Geographie, Roman und vergleichende Literatur
In den 1990er Jahren eröffnete Moretti mit seinem Atlas des Europäischen Romans 1800-1900 (1998) das neue Forschungsgebiet der Literaturgeographie, das seitdem eng mit seinem Namen verbunden ist. Geographie war auch der Ausgangspunkt für „Conjectures on World Literature“ (2000), ein Essay das – zusammen mit Pascale Casanovas La Republique Mondiale des Lettres – ein neues, auf den historischen Schriften von Braudel und Wallerstein aufbauendes Modell für die vergleichende Literatur polemisch formuliert. Zwischen 2001 und 2003 war Moretti Herausgeber der fünf Bände von Einaudis Il Romanzo (2007 von Princeton University Press ins Englische übersetzt), einem kollektiven Werk, das die räumliche, historische und ästhetische Karte dieser literarischen Form neu zu zeichnen sucht. Daran beteiligt waren zweihundert Wissenschaftler aus der ganzen Welt, u. a. Beatriz Sarlo und Rossana Rossanda, I-heng Zhao und Umberto Eco, Meenakshi Mukherjee, Mario Vargas Llosa, Jean-Michel Rabaté, Ann Banfield, und Claudio Magris.

### „Distant Reading“
Im Laufe der Zeit hat Moretti einige entscheidende Kernkonzepte für die Literaturforschung geprägt, von denen das „Fernlesen“ (Distant Reading) das bekannteste ist. Die Idee, Kultur aus der Ferne zu betrachten, führte Moretti schließlich zu dem quantitativen Ansatz, der in den vom „Stanford Literary Lab“ veröffentlichten „Pamphleten“ entwickelt, und u. a. auf Deutsch in der Sammlung Literatur im Labor veröffentlicht wurde. Die Gründung eines literarischen „Labors“ rief sowohl Unterstützung als auch Widerstand hervor, da sie innerhalb der Geisteswissenschaften eine Arbeitsweise einführte – ein „neues kritisches Paradigma“, wie der New Yorker es nannte –, das lange Zeit den Naturwissenschaften vorbehalten gewesen war.

## Mitgliedschaften
- Seit 2006: American Academy of Arts and Sciences
- Seit 2009: American Philosophical Society[34]

## Veröffentlichungen (Auswahl)
- The Modern Epic: The World-System from Goethe to García Márquez. Verso, London/New York 1996. ISBN 1-859849342.
- Atlas of the European Novel 1800–1900. 1998.
  - deutsch: Atlas des europäischen Romans 1800–1900. DuMont, Köln 1999, ISBN 3-7701-4472-4.
- Graphs, Maps, Trees: Abstract Models for a Literary History. Verso, London/New York 2005, ISBN 1-844670260.
  - deutsch von Florian Kessler: Kurven, Karten, Stammbäume: Abstrakte Modelle für die Literaturgeschichte. Suhrkamp, Frankfurt am Main 2009, ISBN 978-3-51812564-9.
- Distant Reading. Verso, London 2013, ISBN 978-1-781680841.
  - deutsch von Christine Pries: Konstanz University Press, Konstanz 2016, ISBN 978-3-86253-076-2.
- The Bourgeois: Between History and Literature. Verso, Brooklyn, N.Y. 2013, ISBN 978-1-781680858.
  - deutsch von Frank Jakubzik: Der Bourgeois. Eine Schlüsselfigur der Moderne. Suhrkamp, Berlin 2016, ISBN 978-3-518-42459-9.
- Far Country: Scenes from American Culture. Verso, London 2019, ISBN 978-1-78873-724-1.
  - deutsch von Bettina Engels und Michael Adrian: Ein fernes Land. Szenen amerikanischer Kultur. Konstanz University Press, Konstanz 2020, ISBN 978-3-8353-9118-5.
- „Falsche Bewegung.“ Die digitale Wende in den Literatur- und Kulturwissenschaften. Aus dem Englischen übersetzt von Bettina Engels. Konstanz University Press, Konstanz 2022. Rezension.[35]